# Bodinești
Bodinești – wieś w Rumunii, w okręgu Buzău, w gminie Vintilă Vodă. W 2011 roku liczyła 89 mieszkańców.